# 우에다 케이스케
우에다 케이스케(일본어: 植田 圭輔, 1989년 9월 5일 ~ )는 일본의 배우 겸 탤런트이다. 오사카부 히가시오사카시 출신이며, Pasture 소속이다.